# Otto Saro
Pour les articles homonymes, voir Saro.
Otto Carl Saro (né le 1er février 1818 à Friedland-en-Prusse-Orientale et mort le  5 août 1888 à Salzbrunn, Basse-Silésie) est un procureur général prussien et député de Königsberg

## Biographie
Saro étudie au Collège Fridericianum de Königsberg. Après avoir obtenu son diplôme d'études secondaires, il étudie brièvement la médecine puis le droit à l'Université de Königsberg. Il rejoint la Corpslandsmannschaft Scotia ainsi que la Masovia au semestre d'hiver 1834/35. C'est un excellent ancien. Il entre dans la fonction judiciaire prussienne et effectue son service préparatoire. En 1842, il devient évaluateur du tribunal de Marienwerder. À partir de 1843, il travaille comme juge aux tribunaux d'État et de la ville de Konitz, en Prusse-Occidentale. En 1849, il s'installe à Graudenz comme procureur et en 1855 à Königsberg. En 1858, il est nommé procureur général d'Insterbourg. Il revient à Königsberg au même poste en 1870. Le procureur général de l'époque correspondrait au procureur général actuel. Il est député de la Chambre des représentants de Prusse en 1869/70. De 1878 jusqu'à sa mort, il représente la 3e circonscription du district de Gumbinnen (de) dans le Reichstag. Il appartient au parti conservateur allemand.
Saro effectue de nombreux voyages en Autriche, en Suisse, en Italie et en Russie. Accro aux joies de l'existence, Saro est interpellé à la gare de Braunsberg lors d'un voyage à Berlin à cause d'une dépêche : « Un schnaps, c'est bon le matin. » Cela est répété à Schneidemühl : « De même à midi. » Et le soir dans son hôtel berlinois : « Et celui qui le prend le soir ne sera pas gêné. »